# Gaztelu
Gaztelu is een gemeente in de Spaanse provincie Gipuzkoa in de regio Baskenland met een oppervlakte van 9 km². Gaztelu telt 160 inwoners (1 januari 2016).

## Demografische ontwikkeling
Bron: INE, 1857-2011: volkstellingen
Opm.: Van 1966 tot 1995 behoorde Gaztelu tot de gemeente Leaburu-Gaztelu